# Vörösmellű karvaly
A vörösmellű karvaly (Accipiter rufiventris) a madarak (Aves) osztályának vágómadár-alakúak (Accipitriformes) rendjébe, ezen belül a vágómadárfélék (Accipitridae) családjába tartozó faj.

## Rendszerezése
A fajt Andrew Smith skót zoológus írta le 1830-ban.

## Alfajai
- Accipiter rufiventris perspicillaris (Ruppell, 1836)
- Accipiter rufiventris rufiventris A. Smith, 1830[2]

## Előfordulása
Afrikában, Angola, a Dél-afrikai Köztársaság, Dél-Szudán, Eritrea, Etiópia, Kenya, a Kongói Demokratikus Köztársaság, Lesotho, Malawi, Mozambik, Ruanda, Szudán, Szváziföld, Tanzánia, Uganda, Zambia és Zimbabwe területén honos. 
Természetes élőhelyei a szubtrópusi és trópusi hegyi esőerdők, gyepek és cserjések, valamint ültetvények, szántóföldek és vidéki kertek. Állandó, nem vonuló faj.

## Megjelenése
Testhossza 40 centiméter, szárnyfesztávolsága 70 centiméter, testtömege 180-210 gramm.

## Természetvédelmi helyzete
Az elterjedési területe rendkívül nagy, egyedszáma pedig növekszik. A Természetvédelmi Világszövetség Vörös listáján nem fenyegetett fajként szerepel.